# Nikodém

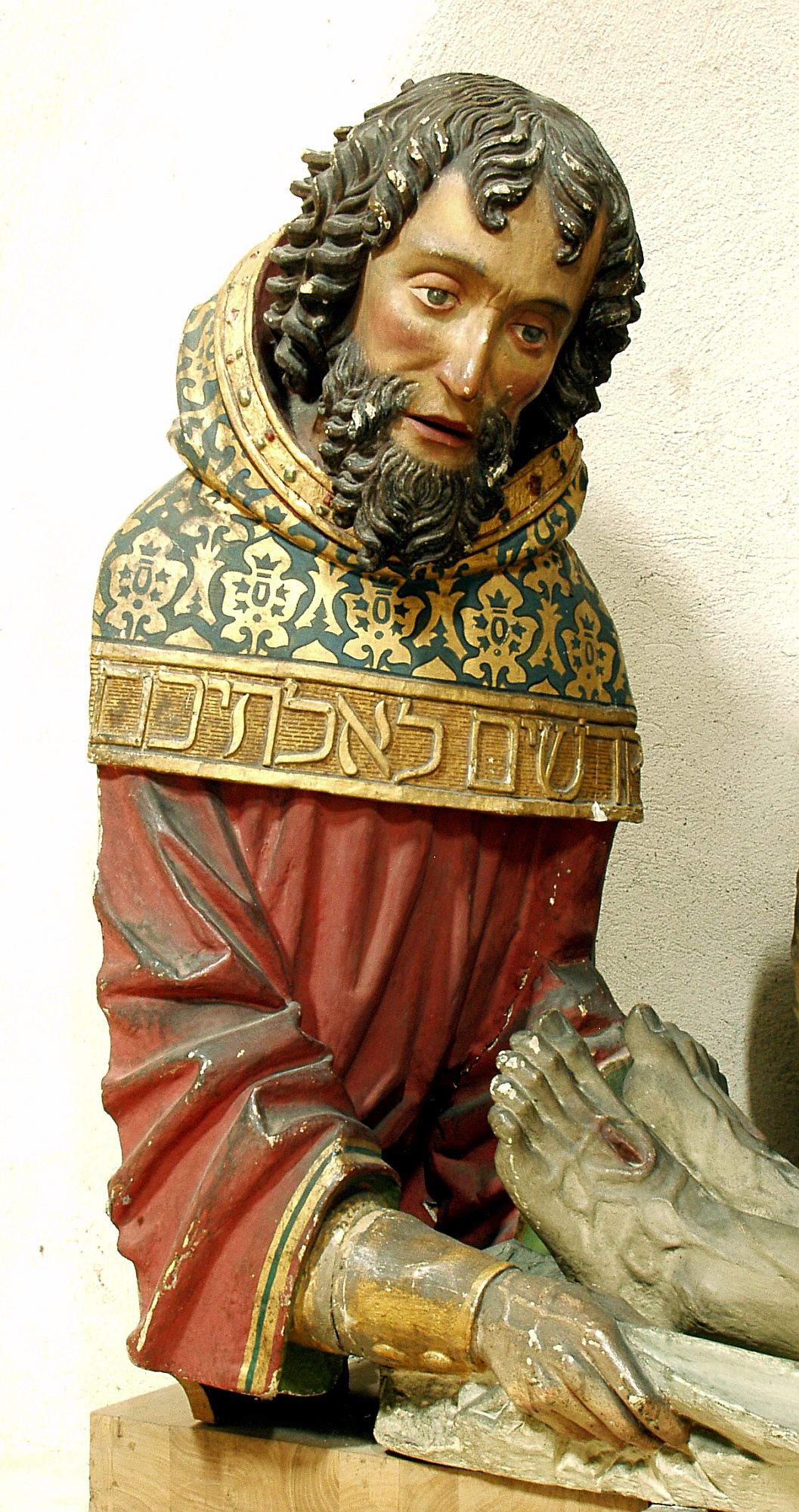
Nikodém

Nikodém (starořecky Νικόδημος – Nikodémos) je biblická postava Nového zákona. Byl to farizeus, přední muž mezi Židy a tajný stoupenec Ježíše. Objevuje se na třech místech Janova evangelia: rozmlouvá s Ježíšem, zastává se ho před farizeji a pomáhá Josefu Arimatejskému s ukládáním těla ukřižovaného Ježíše do hrobu. Tradičně je mu připisováno autorství nekanonického Nikodémova evangelia, původně známého jako Akta Pilátova, které popisuje události okolo smrti a zmrtvýchvstání Krista.

## Nikodém a Ježíš

### První setkání

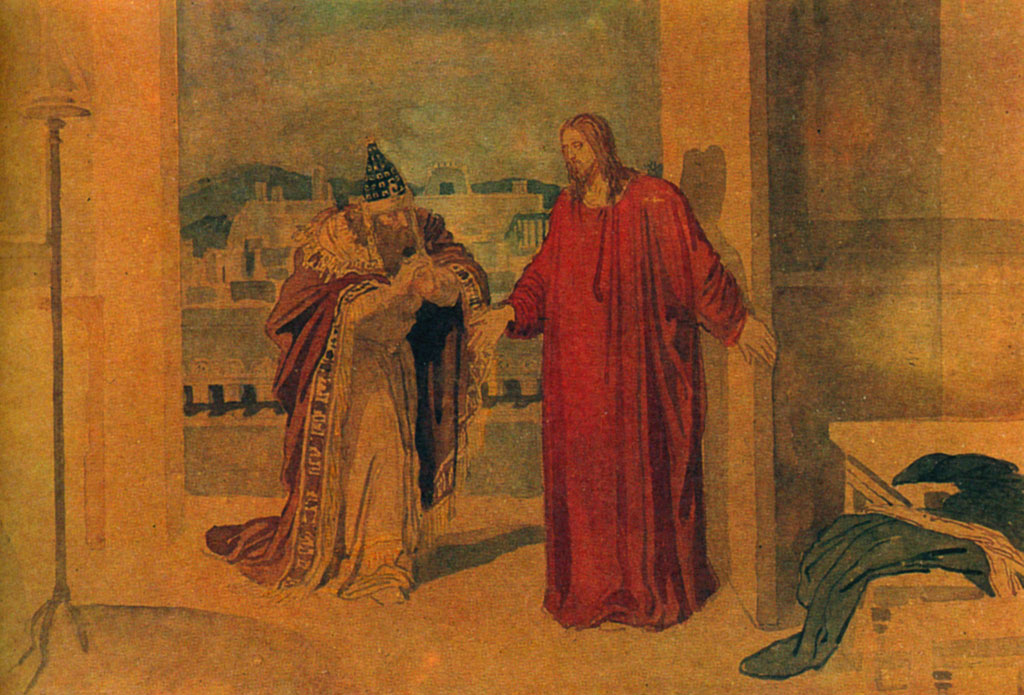
Nikodém (vlevo) v rozhovoru s Ježíšem, obraz od Alexandra Ivanova, 1850

Nikodém je popisován v bibli jako člověk, který přišel za Ježíšem. Přišel za ním v noci. Ježíše oslovil titulem rabi. V úvodu své otázky vyjádřil Nikodém své poznání, že Ježíš přišel od Boha jako učitel. Tohoto poznání dosáhl na základě znamení, které zřejmě viděl Ježíše činit. Neboť, podle Nikodémova vyjádření taková znamení nemůže nikdo činit, není-li Bůh s ním.
Ježíš, aniž čeká na položení otázky, odpovídá Nikodémovi a informuje ho, že je nutné, aby se každý člověk znovu narodil, jinak nemůže spatřit Boží království. Nikodém chápe slovo narození doslova, jako návrat do lůna matky. Ježíš vysvětluje správný význam výrazu „znovu se narodit“, to jest, že je třeba narodit se z vody a Ducha.
| „                      | Ježíš mu odpověděl: „Amen, amen, říkám ti: Kdo se nenarodí z vody a z Ducha, nemůže vejít do Božího království.“ | “ |
| — Jan 3, 5 (Kral, ČEP) | |   |

### Nikodém se Ježíše zastává
Jakmile se o Ježíšovi začalo mezi lidem říkat, že je Mesiáš, poslali farizeové spolu s vrchními kněžími chrámovou stráž, aby jej zatkli a přivedli. Chrámová stráž se pro Ježíše vypravila, ale na základě jeho učení se rozhodli jej nezatknout a Ježíše nepřivedli. Farizeům a vrchním kněžím vysvětlili, že Ježíše nepřivedli proto, že nikdy nikdo takto nemluvil. Když byli obviněni, že se nechali svést Ježíšovými bludy, vstoupil do rozhovoru právě farizeus Nikodém s dotazem jestli odsuzuje Zákon člověka, aniž ho nejprve vyslechne a zjistí, co učinil? Byl odbyt slovy: „Nejsi také ty z Galileje? Prozkoumej to a viz, že z Galileje prorok nepovstane!“

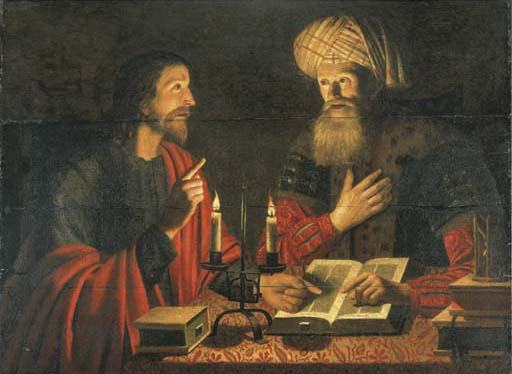
Ježíš a Nikodém, Crijn Hendricksz, 1616–1645.

### Nikodém u Ježíšova pohřbu
Nakonec je Nikodém v Novém zákoně zmíněn v souvislosti s Ježíšovým pohřbem. Počátkem našeho letopočtu bylo v Izraeli zvykem mrtvá těla balzamovat. Takový záměr měli s Ježíšovým tělem i jeho blízcí. A právě k tomuto účelu přinesl Nikodém okolo sta liber směsi myrhy a aloe.

## Význam postavy
Nikodém je biblí popsán jako člověk, který na základě rozumových argumentů (nikoli tedy slepě) věřil, že Ježíš přichází od Boha.